# Tachina tephra
Tachina tephra là một loài ruồi trong họ Tachinidae.